# Ner Middleswarth

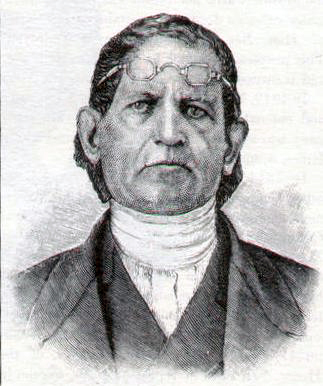
Ner Middleswarth

Ner Middleswarth (* 12. Dezember 1783 in New Jersey; † 2. Juni 1865 in Beavertown, Pennsylvania) war ein US-amerikanischer Politiker. Von 1853 bis 1855 vertrat er den Bundesstaat Pennsylvania im US-Repräsentantenhaus.

## Werdegang
Noch in seiner Jugend kam Ner Middleswarth nach Beavertown in Pennsylvania. Er erhielt eine nur eingeschränkte Schulausbildung. Während des Britisch-Amerikanischen Krieges von 1812 war er Hauptmann in den amerikanischen Streitkräften. Zwischen 1815 und 1841 saß er als Abgeordneter im Repräsentantenhaus von Pennsylvania; in den Jahren 1828 und 1836 war er dessen Speaker. Danach absolvierte er eine Legislaturperiode im Staatssenat. Er schloss sich der in den 1830er Jahren gegründeten Whig Party an.
Bei den Kongresswahlen des Jahres 1852 wurde Middleswarth im zehnten Wahlbezirk von Pennsylvania in das US-Repräsentantenhaus in Washington, D.C. gewählt, wo er am 4. März 1853 die Nachfolge des Demokraten Milo Melankthon Dimmick antrat. Da er im Jahr 1854 auf eine weitere Kandidatur verzichtete, konnte er bis zum 3. März 1855 nur eine Legislaturperiode im Kongress absolvieren. Diese war von den Ereignissen im Vorfeld des Bürgerkrieges geprägt. Nach der Auflösung der Whigs wurde er Mitglied der Republikanischen Partei.
Nach dem Ende seiner Zeit im US-Repräsentantenhaus arbeitete Middleswarth unter anderem in der Landwirtschaft. Er wurde auch Präsident der Firma Beaver Furnace Co. Im Jahr 1858 wurde er beisitzender Richter im Snyder County. Ner Middleswarth starb am 2. Juni 1865 in Beavertown. Mit seiner Frau Christina Schwartzkop hatte er zwölf Kinder.